# Cadophora luteo-olivacea
Cadophora luteo-olivacea är en svampart som först beskrevs av J.F.H. Beyma, och fick sitt nu gällande namn av T.C. Harr. & McNew 2003. Cadophora luteo-olivacea ingår i släktet Cadophora, ordningen disksvampar, klassen Leotiomycetes, divisionen sporsäcksvampar och riket svampar.   Inga underarter finns listade i Catalogue of Life.